# Synchroonzwemmen op de Olympische Zomerspelen 2008 (kwalificatie)
Deze pagina beschrijft de kwalificatie voor het synchroonzwemmen op de Olympische Zomerspelen 2008.

## Kwalificatie

### Team
Aan het onderdeel "team" zullen 8 teams deelnemen. De tickets zijn tijdens meerdere competities te verdienen. Zie de onderstaande tabel.
| Kwalificatie teams                          | Datum                | Plaats         | Aantal tickets | Gekwalificeerd      |
| ------------------------------------------- | -------------------- | -------------- | -------------- | ------------------- |
| Organiserend land                           | -                    | -              | 1              | China^              |
| European Synchronized Swimming Cup          | 30 mei - 2 juni 2007 | Rome           | 1              | Rusland             |
| Pan American Games 2007                     | 13-29 juli 2007      | Rio de Janeiro | 1              | Verenigde Staten    |
| Afrikaans kampioenschap                     | 4-5 december 2007    | Cairo          | 1              | Egypte              |
| Swiss Open (Oceanisch kwalificatietoernooi) | 19 - 22 juni 2007    | Zürich         | 1              | Australië           |
| Olympisch kwalificatietoernooi              | 16 - 20 april 2008   | Peking         | 3              | Spanje Japan Canada |
| Totaal                                      |                      |                | 8              |                     |

^ China doet mee als Aziatisch vertegenwoordiger

### Duet
Aan het onderdeel "duet" zullen 24 duetten deelnemen. De gekwalificeerde duetten:
| Kwalificatie teams                          | Datum              | Plaats | Aantal tickets | Gekwalificeerd |
| ------------------------------------------- | ------------------ | ------ | -------------- | --- |
| landen gekwalificeerd voor onderdeel "team" | -                  | -      | 8              | China Rusland Verenigde Staten Egypte Australië Spanje Japan Canada                                                                                        |
| Swiss Open (Oceanisch kwalificatietoernooi) | 19 - 22 juni 2007  | Zürich | 1              | Nieuw-Zeeland |
| Olympisch kwalificatietoernooi              | 16 - 20 april 2008 | Peking | 15             | Italië Oekraïne Griekenland Nederland Zwitserland Brazilië Frankrijk Israël Noord-Korea Kazachstan Mexico Groot-Brittannië Wit-Rusland Tsjechië Oostenrijk |
| Totaal                                      |                    |        | 24             | |

Atletiek · 
Badminton · 
Basketbal · 
Boksen · 
Boogschieten · 
Gewichtheffen ·
Gymnastiek · 
Handbal · 
Hockey · 
Honkbal · 
Judo · 
Kanovaren · 
Moderne vijfkamp · 
Paardensport · 
Roeien ·
Schermen · 
Schietsport ·
Schoonspringen ·
Softbal ·
Synchroonzwemmen ·
Taekwondo ·
Tafeltennis ·
Tennis ·
Triatlon ·
Voetbal · 
Volleybal ·
Waterpolo ·
Wielersport · 
Worstelen ·
Zeilen ·
Zwemmen